# Джоан Ейкън
Джоан Ейкън (на английски: Joan Aiken) е много плодовита английска писателка, поетеса и драматург, авторка на произведения в жанр научна фантастика, фентъзи, детска литература, приключенски роман, исторически роман, криминален роман, социална драма, хорър, документалистика.

## Биография и творчество
Джоан Делано Ейкън е родена на 4 септември 1924 г. в Рай, Съсекс, Англия. Баща ѝ е американският поет, носител на наградата Пулицър Конрад Ейкън (1889 – 1973). По-големият ѝ брат е писателят и химик изследовател Джон Ейкън (1913 – 1990), а по-голямата ѝ сестра е писателката Джейн Ейкън Ходж (1917 – 2009). Родителите ѝ се развеждат през 1929 г., а майка ѝ се омъжва за писателя Мартин Амстронг. До дванадесетгодишна възраст получава домашно образование, а в периода 1936 – 1940 г. учи в девическото училище „Уичууд“ в Северен Оксфорд. Пише разкази от ранна възраст. През 1941 г. нейният първи детски разказ е излъчен в „Детския час“ на Би Би Си.
В периода 1943 – 1949 г. работи в Информационния център на ООН в Лондон. През септември 1945 г. се омъжва за журналиста Роналд Браун, с когото имат две деца. Той умира през 1955 г. След смъртта му тя работи на различни редакционни длъжности за списание Argosy, и в което публикува свои разкази в периода 1955 – 1960 г. После е копирайтър в рекламна агенция.
Първата ѝ книга, сборникът с разкази „Всичко, което някога сте искали“, е издадена през 1953 г. През 1962 г. е публикуван първият ѝ роман „Вълците от Уилоуби Чейс“, с който дава начало на известната ѝ едноименна поредица. Историите от поредицата се развиват в сложна алтернативна история на Великобритания, в която кралят Джеймс II никога не е бил свален от престола от Славната революция, а привържениците на Хановерската династия се борят срещу монархията, променена е географията на Лондон, а вълците са нахлули в страната от Европа през новопостроения тунел под Ламанша. През 1989 г. романът „Вълците от Уилоуби Чейс“ е екранизиран в едноименния филм с участието на Стефани Бийчъм и Мел Смит.
Успехът на романа ѝ дава възможност да се посвети на писателската си кариера създавайки две или три книги годишно до края на живота си, главно детски книги и трилъри, както и много статии, въведения и беседи за детската литература и за творчеството на Джейн Остин. Историите ѝ за деца съчетават хумор и действие с традиционни митични и приказни елементи. Романите ѝ за възрастни от поредицата „Джейн Остин“ продължават или допълват романите на известната писателка.
През 1976 г. Джоан Ейкън се омъжва за нюйоркския пейзажист и учител Юлиус Голдщайн, с когото живеят в Петуърт и в Ню Йорк.
През 1999 г. е удостоена с отличието Рицар на Ордена на Британската империя за заслугите си към детската литература.
Джоан Ейкън умира на 4 януари 2004 г. в Петуърт, Съсекс, Англия.

## Произведения

### Самостоятелни романи
- The Kingdom and the Cave (1960)[1]
- The Silence of Herondale (1964)[2]
- The Fortune Hunters (1965)[3]
- Trouble with Product X (1966) – издаден и като Beware of the Bouquet
- Hate Begins at Home (1967) – издаден и като Dark Interval
- Night Fall (1969) – награда „Едгар“[2][5][5]
- The Embroidered Sunset (1970)[6]
- The Butterfly Picnic (1972) – издаден и като A Cluster of Separate Sparks
- Died on a Rainy Sunday (1972)
- Midnight Is a Place (1974)
- Voices in an Empty House (1975)
- The Angel Inn (1976)
- Castle Barebane (1976)
- Last Movement (1977)
- The Five-Minute Marriage (1977)
- Come Flee with Me (1978)
- Mice and Mendelson (1978)
- The Shadow Guests (1980)
- The Kitchen Warriors (1983)
- The Haunting of Lamb House (1987)
- Deception (1987) – издаден и като If I Were You
- The Erl King's Daughter (1988)
- Blackground (1989)
- Morningquest (1992)
- The Midnight Moropus (1993)
- The Cockatrice Boys (1996)
- The Jewel Seed (1997)

### Поредица „Вълците от Уилоуби Чейс“ (Wolves of Willoughby Chase)
1. The Wolves of Willoughby Chase (1962)[1][2][3]
2. Black Hearts in Battersea (1964)
3. Nightbirds on Nantucket (1966)
4. The Stolen Lake (1981)
5. Limbo Lodge (1999) – издаден и като Dangerous Games
6. The Cuckoo Tree (1971)
7. Dido and Pa (1986)
8. Is (1992) – издаден и като Underground
9. Cold Shoulder Road (1995)
10. Midwinter Nightingale (2003)
11. The Witch of Clatteringshaws (2005)

- The Whispering Mountain (1968) – награда „Гардиън“ за детска литература

### Поредица „Ребрата на смъртта“ (Ribs of Death)
1. The Ribs of Death (1967) – издаден и като The Crystal Crow[1]
2. Foul Matter (1983)

### Поредица „Семейство Армитидж“ (Armitage Family)
2 книги за деца

### Поредица „Арабел и Мортимър“ (Arabel and Mortimer)
15 книги за деца

### Поредица „Феликс“ (Felix)
3 книги за деца

### Поредица „Семейство Пейджет“ (Paget Family)
1. The Smile of the Stranger (1977)[1]
2. The Lightning Tree (1980)[3]
3. The Young Lady from Paris (1982)

### Поредица „Джейн Остин“ (Jane Austen)
- Mansfield Revisited (1984)[1]
- Jane Fairfax (1990)[3]
- Eliza's Daughter (1994)
- Emma Watson (1996) – краят на недовършения роман „Семейство Уотсън“ от Джейн Остин
Ема Уотсън, изд. „Мърлин Пъбликейшънс“ (1998), прев. Надежда Караджова
- The Youngest Miss Ward (1998)
- Lady Catherine's Necklace (2000)

### Поредица „Сейнт Айвс“ (St Ives)
3 книги за деца

### Участие в общи серии с други писатели
- Voices (1988) от поредицата „Призраци“ (Hauntings)[1]
- The Shoemaker's Boy (1991) от поредицата „Увлекателни истории“ (Gripping Tales)
- The Scream (2002) от поредицата „Магазин за ужаси“ (Shock Shop)

### Пиеси
- Winterthing (1972)[1]
- The Mooncusser's Daughter (1974)
- The Tinker's Curse (1978)
- Street (1978)

### Сборници
- All You've Ever Wanted (1953)[1]
- More Than You Bargained for (1955)[2]
- A Necklace of Raindrops (1968)[3]
- Girl's Choice (1969)
- A Small Pinch of Weather (1969)
- The Windscreen Weepers (1969)
- Smoke from Cromwell's Time (1970)
- The Kingdom Under the Sea (1971)
- The Green Flash (1971)
- A Harp of Fishbones (1972)
- All But a Few (1974)
- Not What You Expected (1974)
- A Bundle of Nerves (1976) – поезия
- The Skin Spinners (poems) (1976)
- The Faithless Lollybird (1977)
- The Far Forests (1977)
- Tale of a One-Way Street (1978)
- A Touch of Chill (1979)
- A Whisper in the Night (1981)
- Up the Chimney Down (1984)
- The Last Slice of the Rainbow (1985)
- Past Eight O'Clock (1986)
- A Goose on Your Grave (1987)
- Give Yourself a Fright (1989)
- A Foot in the Grave (1989)
- Shadows and Moonshine (1990)
- A Fit of Shivers (1990)
- The Winter Sleepwalker (1991)
- A Creepy Company (1993)
- A Handful of Gold (1995)
- Dead Man's Lane (1996)
- Moon Cake (1998)
- Ghostly Beasts (2002)
- Snow Horse (2004)

### Документалистика
- The Way to Write for Children (1981)[4]
- Conrad Aiken, Our Father (1989) – с брат си и сестра си[1]

### Екранизации
- 1971 Night Gallery – по Marmalade Wine, тв сериал, 1 епизод
- 1976 – 1978 Shadows – тв сериал, 2 епизода
- 1977 – 1978 Midnight Is a Place – тв сериал, 13 епизода[5]
- 1977 – 1979 Jackanory Playhouse – тв сериал, 2 епизода
- 1986 Mort un dimanche de pluie – по Died on a Rainy Sunday
- 1988 Дождливая история – анимационен
- 1989 The Wolves of Willoughby Chase[5]
- 1968 – 1992 Jackanory – тв сериал, 69 епизода
- 1993 Mortimer & Arabel – тв сериал
- 1995 – 1996 Black Hearts in Battersea – тв сериал, 6 епизода
- 1998 Teatr Telewizji – тв сериал, 1 епизод